# 50 kilometer snelwandelen
50 kilometer snelwandelen is een onderdeel van snelwandelen dat op internationale kampioenschappen wordt gehouden. Bij deze kampioenschappen wordt op een stratenparcours gelopen. Sinds de Olympische Zomerspelen 1932 is het, met uitzondering van de Olympische Zomerspelen 1976, een olympisch nummer bij de mannen.
Er worden, zij het niet vaak, ook baanwedstrijden snelwandelen over 50 kilometer gehouden, meestal aangegeven met 50.000 meter snelwandelen. De veelal gecombineerde Belgische en Nederlandse Kampioenschappen worden op de weg gehouden.
Het parcours van een wedstrijd 50 kilometer snelwandelen bestaat uit een ronde van tussen de 2 en 2,5 kilometer. Als, zoals bij kampioenschappen, start en finish op een atletiekbaan zijn, moet het parcours zo dicht mogelijk bij het stadion liggen.

## Mijlpalen
Op de baan:
- Eerste tijd onder de 4:30 uur: 4:29.58,0, John Ljunggren ( SWE), 1953
- Eerste tijd onder de 4:00 uur: 3:56.51,4, Bernd Kannenberg ( FRG), 1975
- Eerste tijd onder de 3:50 uur: 3:41.38,4, Raúl González ( MEX), 1979

Op de weg:
- Eerste tijd onder de 4:30 uur: 4:26.41, Edgar Bruun ( NOR), 1936
- Eerste tijd onder de 4:00 uur: 3:55.36, Gennadi Agapov ( URS), 1965
- Eerste tijd onder de 3:50 uur: 3:45.52, Raúl González ( MEX), 1978
- Eerste tijd onder de 3:40 uur: 3:38.31, Ronald Weigel ( GDR), 1984

## Continentale records
| Continent                | Prestatie    | Atleet         | Land | Datum            | Plaats        |
| ------------------------ | ------------ | -------------- | ---- | ---------------- | ------------- |
| Afrika                   | 3:58.44      | Marc Mundell   | RSA  | 11 augustus 2012 | Londen        |
| Noord- en Midden-Amerika | 3:41.09      | Erick Barrondo | GUA  | 23 maart 2013    | Dudince       |
| Zuid-Amerika             | 3:42.57      | Andrés Chocho  | ECU  | 6 maart 2016     | Ciudad Juárez |
| Azië                     | 3:36.06      | Chaohong Yu    | CHN  | 22 oktober 2005  | Nanking       |
| Europa                   | 3:32.33 (WR) | Yohann Diniz   | FRA  | 15 augustus 2014 | Zürich        |
| Oceanië                  | 3:35.47      | Nathan Deakes  | AUS  | 2 december 2006  | Geelong       |

Bijgewerkt tot 5 december 2016

## Ontwikkeling wereldrecord
| Tijd (h) | Naam                | Land | Datum             | Plaats               |
| -------- | ------------------- | ---- | ----------------- | -------------------- |
| 4:40.15  | Hermann Müller      | GER  | 7 september 1921  | München              |
| 4:36.22  | Karl Hähnel         | GER  | 20 september 1924 | Berlijn              |
| 4:34.03  | Paul Sievert        | GER  | 5 oktober 1924    | München              |
| 4:30.22  | Romano Vecchietti   | ITA  | 16 september 1928 | Rome                 |
| 4:26.41  | Edgar Bruun         | NOR  | 28 juni 1936      | Oslo                 |
| 4:24.47  | Viggo Ivorsen       | DEN  | 17 augustus 1941  | Odense               |
| 4:23.40  | Josef Dolezal       | TCH  | 4 augustus 1946   | Poděbrady            |
| 4:23.14  | Josef Dolezal       | TCH  | 24 augustus 1952  | Poděbrady            |
| 4:20.30  | Vladimir Ukhov      | URS  | 29 augustus 1952  | Leningrad            |
| 4:16.06  | Josef Dolezal       | TCH  | 12 september 1954 | Poděbrady            |
| 4:07.29  | Anatoli Jegorov     | URS  | 17 november 1955  | Tbilisi              |
| 4:05.13  | Grigori Klimov      | URS  | 10 augustus 1956  | Moskou               |
| 4:03.53  | Anatoli Vedyakov    | URS  | 13 augustus 1959  | Moskou               |
| 4:03.02  | Abdon Pamich        | ITA  | 16 oktober 1960   | Ponte San Pietro     |
| 4:01.39  | Grigori Klimov      | URS  | 17 augustus 1961  | Leningrad            |
| 4:00.50  | Mikhail Lavrov      | URS  | 5 september 1961  | Kazan                |
| 3:55.36  | Gennadi Agapov      | URS  | 17 oktober 1965   | Alma-Ata             |
| 3:52.45  | Bernd Kannenberg    | FRG  | 27 mei 1972       | Bremen               |
| 3:45.52  | Raúl González       | MEX  | 23 april 1978     | Mixhuca              |
| 3:41.20  | Raúl González       | MEX  | 11 juni 1978      | Poděbrady            |
| 3:40.46  | José Marin          | ESP  | 13 maart 1983     | Valencia             |
| 3:38.31  | Ronald Weigel       | GDR  | 20 juli 1984      | Oost-Berlijn         |
| 3:38.17  | Ronald Weigel       | GDR  | 25 mei 1986       | Potsdam              |
| 3:37.41  | Andrej Perlov       | URS  | 5 augustus 1989   | Leningrad            |
| 3:37.26  | Valeri Spitsyn      | RUS  | 21 mei 2000       | Moskou               |
| 3:36.39  | Robert Korzeniowski | POL  | 8 augustus 2002   | München              |
| 3:36.03  | Robert Korzeniowski | POL  | 27 augustus 2003  | Parijs - Saint-Denis |
| 3:35.47  | Nathan Deakes       | AUS  | 2 december 2006   | Geelong              |
| 3:34.14  | Denis Nizjegorodov  | RUS  | 11 mei 2008       | Tsjeboksary          |
| 3:32.33  | Yohann Diniz        | FRA  | 15 augustus 2014  | Zürich               |

Denis Nizjegorodov liep op 13 juni 2004 tijdens de Russische kampioenschappen in Tsjeboksary een tijd van 3:35.29, die echter niet erkend werd als wereldrecord vanwege het ontbreken van een dopingtest.
1932: Thomas Green ·
1936: Harold Whitlock ·
1948: John Ljunggren ·
1952: Pino Dordoni ·
1956: Norman Read ·
1960: Don Thompson ·
1964: Abdon Pamich ·
1968: Christoph Höhne ·
1972: Bernd Kannenberg ·
1980: Hartwig Gauder ·
1984: Raúl González ·
1988: Vjatsjeslav Ivanenko ·
1992: Andrej Perlov ·
1996: Robert Korzeniowski ·
2000: Robert Korzeniowski ·
2004: Robert Korzeniowski ·
2008: Alex Schwazer ·
2012: Jared Tallent ·
2016: Matej Tóth ·
2020: Dawid Tomala
1976 Veniamin Soldatenko ·
1983: Ronald Weigel ·
1987: Hartwig Gauder ·
1991: Aleksandr Potasjov ·
1993: Jesús Ángel García ·
1995: Valentin Kononen ·
1997: Robert Korzeniowski ·
1999: Ivano Brugnetti ·
2001: Robert Korzeniowski ·
2003: Robert Korzeniowski ·
2005: Sergej Kirdjapkin ·
2007: Nathan Deakes ·
2009: Sergej Kirdjapkin ·
2011: Sergej Bakoelin ·
2013: Robert Heffernan ·
2015: Matej Tóth ·
2017: Yohann Diniz ·
2019: Yusuke Suzuki
2017: Inês Henriques ·
2019: Liang Rui